# Informatologia
Informatologia (nauka o informacji, ang. information science) – dyscyplina naukowa obejmująca całokształt zagadnień teoretycznych i praktycznych związanych z działalnością informacyjną. Nie posiada jednolitego obszaru badawczego, oraz własnej metodologii, korzysta ze ścisłych metod analizy, metod statystycznych oraz metodyki nauk społecznych.

## Problematyka
Informatologia jako młoda dziedzina nauki nie wykrystalizowała jak dotąd jednolitego pola zainteresowań. Próby usystematyzowania podjęła m.in. Maria Dembowska wyróżniając pięć podstawowych ujęć:
- Ujęcie cybernetyczne, w którego kręgu zainteresowań zawrzeć można wszystkie procesy informacyjne związane z pozyskiwaniem i przekazywaniem danych,
- Ujęcie naukoznawcze, koncentrujące się głównie na nauce oraz informacji przez nią wytworzonej,
- Ujęcie psychologiczne, podstawowym przedmiotem badań jest człowiek oraz jego zachowania informacyjne,
- Ujęcie prakseologiczne, którego celem jest optymalizacja, usprawnienie działalności informacyjnej,
- Ujęcie systemowe – według tego poglądu podstawą nauki o informacji jest teoria systemów[1].

Inny podział przedstawia Sabina Cisek, wyliczając siedem podstawowych koncepcji włączając w wykaz ich podklasy. Autorka podkreśla jednak, że koncepcje te nie odzwierciedlają w pełni problematyki, lecz wskazują jedynie główne kierunki zainteresowań. Nie są także ujęciami autonomicznymi względem siebie – wiele z przedstawionych koncepcji pokrywa się wzajemnie.
- Obiektem badań jest szeroko rozumiana działalność informacyjna:
  1. wyłącznie naukowo-informacyjna,
  2. uwzględniająca całość problematyki;
- Obiektem badań jest komunikowana w społeczeństwie: wiedza, informacja, znaczenie:
  1. nacisk na badania artefaktów informacji: nośników, dokumentów, tekstu,
  2. nacisk na badania narzędzi przekazu informacji,
  3. nacisk na badania organizacji, procesów oraz struktury znaczenia i wiedzy;
- Obiektem badań są zjawiska i procesy informacyjne w nauce,
- Obiektem badań są zagadnienia wyszukiwania informacji,
- Obiektem badań jest użytkownik informacji,
- Obiektem badań są zagadnienia techniczne i organizacyjne,
- Obiektem badań jest informacja sama w sobie.

## Historia
Początki informatologii datuje się na lata 50. XX wieku. Jednak korzenie współcześnie pojmowanej działalności naukowo-informacyjnej sięgają czasów starożytnych, okresu powstawania pierwszych bibliotek. Jednym z pierwszych środków informowania o zbiorach, wyręczającym w pewnym stopniu pracownika biblioteki, był katalog. Schyłek średniowiecza przyniósł potrzebę wprowadzenia ulepszonej formy wykazu, którego postacią był katalog centralny. Umożliwiał on poszerzenie dotychczasowych inwentarzy o informację dotyczące innego położenia, właściciela, dzieła odnotowanego w skorowidzu. Kolejną fazą rozwoju informacji było wprowadzenie bibliografii, niezbędnej w odnotowywaniu rosnącej ilości publikacji. W związku z wynalezieniem przez Jana Gutenberga ruchomych czcionek, bibliografie stały się szczególnie potrzebne, informacje udzielane za pośrednictwem drukarzy, księgarzy, bibliotekarzy czy też pozyskiwane poprzez katalogi, stały się niewystarczające Gwałtowny rozwój bibliografii, katalogów, a zarazem działalności informacyjnej przypada na wiek XIX. Okres szybkiego rozwoju technologii oraz nauki. Wtedy też zaczęła się kształtować za sprawą Paula Otleta i Henri La Fontaine’a, zorganizowana działalność informacyjna, określana jako „dokumentacja naukowa”. W 1893 roku Paul Otlet wraz ze swoim współpracownikiem postanowili stworzyć „Międzynarodowy Instytut Bibliografii Socjologicznej” mający za zadanie centralizację i koordynację prac naukowych z zakresu nauk społecznych. Rosnące ambicje belgijskich prawników i entuzjastów bibliografii doprowadziły do zorganizowania w 1895 roku w Brukseli, Międzynarodowej Konferencji Bibliografii, na której to przedstawiono potrzebę stworzenia powszechnej bibliografii, rejestrującej piśmiennictwo naukowe ze wszystkich dziedzin oraz międzyrządowej Unii Bibliograficznej. Efektem spotkania było powstanie „Międzynarodowego Instytutu Bibliograficznego”, zatwierdzonego dekretem królewskim z dnia 12 września 1895 r. Celem nowo powstałej instytucji było stanie się ogólnoświatowym ośrodkiem informacji, przygotowywano więc kartoteki dokumentacyjne oparte na zmodyfikowanej na własne potrzeby Klasyfikacji Dziesiętnej, amerykańskiego bibliotekarza Melvila Deweya, rozwijano międzynarodową współpracę, działalność publikacyjną oraz usługi informacyjne. Idee Paula Otleta i Henri La Fontaine’a rozwijały się prężnie do wybuchu I wojny światowej, dając podstawę do budowy nowoczesnej informacji naukowej.

### Polska
Polska w związku z trudną sytuacją polityczną, utrudnionym kontaktem z zachodem, pozytywne tendencje w nauce przyjmowała z dużym opóźnieniem. Za początki organizacji służby informacyjnej przyjmuje się działalność Biblioteki Załuskich, za sprawą udostępniania zbiorów publiczności od 1747 roku, zrozumienie potrzeby tworzenia spisów bibliograficznych, zawarte w Programma litererium ad bibliophilos, typothetas ed bibliopegos tum et qouis liberalium artium amarotes oraz prowadzenie różnorodnej działalności informacyjnej. Pierwsze opracowanie związane z charakterystyką służby informacyjnej przedstawił w swej pracy „Bibliograficznych ksiąg dwoje”, Joachim Lelewel. Uważał, że główną funkcją biblioteki, a zarazem bibliotekarza, jest umożliwianie dostępu do zbiorów oraz udzielanie informacji interesantom, prawidłowa postawa wobec petenta oraz szeroka wiedza o zbiorach, umożliwiająca zaspokojenie potrzeb czytelnika. Poglądy Lelewela stały w opozycji do jego zwierzchnika Samuela Bogumiła Linde, twierdzącego, iż księgozbiór powinno udostępniać się czytelnikom nie więcej niż dwa razy w tygodniu. Wiek XIX daję więcej przykładów działalności informacyjnej, na wyróżnienie zasługuje praca Franciszka Kandyda Nowakowskiego, Henryka Leonarda Schmitta, Stanisława Przyłęckiego, a także dyrektora Biblioteki Jagiellońskiej, Karola Estreichera, słynącego z opracowania bibliografii druków polskich, trzykrotnego poszerzenia zbiorów bibliotecznych, zapoczątkowania podziału księgozbioru na grupy naukowe oraz wprowadzenia formularza inwentarzowego.
Pomimo zaborów strona polska starała udzielać się na forum międzynarodowym. Przykładem tego typu działań była współpraca z Międzynarodowym Instytutem Bibliograficznym. Od 1908 roku prowadził ją Polski Instytut Bibliograficzny, zorganizowany przy Towarzystwie Biblioteki Publicznej w Warszawie, jak i indywidualni bibliotekarze, m.in. Władysław Strzembosz, Wacław Karczewski. Odzyskanie niepodległości w 1918 roku pozytywnie wpłynęło na rozwój różnego typu działalności naukowej, a także kulturalnej. Według Doroty Grabowskiej, ten właśnie okres należy utożsamiać z początkami organizacji informacji naukowej w Polsce. Ma mieć to związek z działalnością Edwarda Kuntze, który to w swoim projekcie wskazał potrzebę wyodrębnienia w bibliotece narodowej specjalnych komórek zajmujących się wyłącznie działalnością informacyjną. Stworzeniem w 1920 roku Biura Bibliograficznego przy Centralnej Bibliotece Wojskowej oraz komórki informacyjnej w warszawskiej Bibliotece Publicznej działającej od 1929 r. II wojna światowa, koszty i straty jakie pozostawiła po sobie, wstrzymywały rozwój działalności informacyjnej przez 5 lat. Po wojnie wysiłki skierowano głównie na odbudowę i uruchomienie zniszczonych ośrodków naukowych oraz gromadzenie informacji o zbiorach bibliotecznych, których strata szacowana jest na 60%. Zorganizowaną działalność dokumentacyjną wprowadzono w 1950 roku wraz z utworzeniem Głównego Instytutu Dokumentacji Naukowo-Technicznej, którego celem była rejestracja, porządkowanie i rozpowszechnianie dokumentacji naukowej, koordynowanie działalności pozostałych ośrodków, prowadzenie prac badawczych, działalność publikacyjna, kształcenie kadry, mediacja z instytucjami zagranicznymi, a także udostępnianie zgromadzonej wiedzy.
Lata pięćdziesiąte uważa się za czas narodzin współczesnej informacji naukowej, nie ma jednak zgodności co do dokładnej daty. Przyjmuje się kilka wydarzeń. Użycie w 1953 r. przez J.E.L. Farradane terminu „information scientist”, w 1955 r. określenia „information science”, wykorzystanie pojęcia w nazwie stowarzyszenia „Institute of Information Scientists”, przeprowadzenia pierwszych badań z zakresu wyszukiwania informacji w 1957 r. Lata 60. XX w. przyniosły ze sobą ogólnoświatową akceptację nowego terminu, który wypierał sukcesywnie pierwotne określenie „dokumentacja naukowa”. Był to także początek rozwoju technik przekazu i przetwarzania danych oraz fascynacji środowiska ich możliwościami.
Kolejne dziesięciolecie dostarczyło nowego poglądu, kognitywistycznego. Zauważono, iż podejście jedynie techniczne nie jest receptą na wszystkie problemy. Zaczęto zwracać większą uwagę na użytkownika informacji, jego reakcje, potrzeby, zachowania. Ujęcie humanistyczne góruje do dziś, jednocześnie trwają pracę nad strefą techniczną, katalogami, językami informacyjno-wyszukiwawczymi, a także rozwojem teorii informacji, celem i metodologią dyscypliny.